# Alanah Pearce
Alanah Pearce (Cairns, Queensland, 24 d'agost de 1993) és una escriptora i periodista de videojocs d'Austràlia. Des del 2020, Pearce ha treballat per al Santa Monica Studio dels Estats Units.
Pearce ha informat sobre videojocs per a diversos mitjans de comunicació, entre aquests el lloc web de notícies d'entreteniment IGN. Treballà en la productora Rooster Teeth del 2018 al 2020, a presentant el programa de notícies Inside Gaming i participà en la seua divisió Funhaus, que produeix videojocs.

## Infància i educació
Alanah Pearce nasqué a Cairns, Queensland, Austràlia, el 24 d'agost del 1993. Més tard, va passar nou anys a Brisbane. Des de molt jove s'interessà per l'escriptura i els videojocs. Mentre treballava en un centre telefònic, va decidir fer una carrera periodística. Es llicencià en comunicació de masses en la Queensland University of Technology de Brisbane.

### Periodisme
Del 2012 al 2015, Pearce escriu notícies sobre videojocs per a diversos mitjans de comunicació, entre ells Impulse Gamer, Zelda Universe i la BBC, i treballa en estacions de ràdio i televisió australianes. El 2012 engega un canal de YouTube en què publica ressenyes de jocs i vídeos personals.
Pearce es trasllada als Estats Units el 2015, i treballa com a editora i escriptora per a IGN. El 2017, és presentadora del programa de notícies sobre videojocs Daily Fix d'IGN. Aquell any mateix, es va implicar en una protesta del personal fins que l'empresa publiqués una declaració sobre les al·legacions d'assetjament sexual que havia fent l'antiga editora Kallie Plagge. Pearce copresentà els SXSW Gaming Awards al costat de Rich Campbell el 2018.
Després de deixar IGN el 2018, Pearce entra en la productora Rooster Teeth. Apareix en vídeos per a Funhaus, una divisió de Rooster Teeth que produeix vídeos centrats en videojocs, i copresentà el programa de notícies Inside Gaming de la companyia a partir del 2019. Deixa Rooster Teeth l'octubre del 2020.

### Desenvolupament de joc
Al novembre de 2020, Pearce s'incorpora a Santa Monica Studio, de Sony, com a guionista de videojocs. Ha donat assessorament en tres videojocs abans d'incorporar-se a l'estudi. S'enfrontà a l'assetjament en les xarxes socials després de la decisió de l'estudi de retardar el llançament de la seqüela de God of War. El setembre de 2021, Pearce va revelar que formava part de l'equip de desenvolupament de Ragnarök.
Pearce feu doblatge per a Gears 5 (2019) i Afterparty (2019). També prestà la seua veu i imatge a un personatge de Cyberpunk 2077 (2020).

## Vida privada
Pearce creu que els videojocs l'han ajudada a portar millor els efectes de l'encefalomielitis miàlgica i la tendinitis. Pearce ha ajudat a recaptar fons per a AbleGamers, una organització benèfica dedicada a millorar l'accessibilitat dels videojocs. El novembre de 2020, copresentà la primera edició dels Premis a l'Accessibilitat en els Videojocs amb AbleGamers.
Pearce s'identifica com pansexual.

## Premis i nominacions
| Any  | Cerimònia            | Categoria                     | Resultat | Ref. |
| ---- | -------------------- | ----------------------------- | -------- | ---- |
| 2020 | Els Game Awards 2020 | Creador de contingut de l'Any | Nominada |      |